# Чяпонкус, Антанас Миколо
Антанас Миколо Чяпонкус — советский литовский хозяйственный деятель, Герой Социалистического Труда.

## Биография
Родился в 1921 году в Пакапяе. Член КПСС с 1975 года.
Участник Великой Отечественной войны в составе 84-й гвардейской стрелковой дивизии
В 1959—1963 — электрик в Рекуве.
В 1963—1981 — машинист торфодобывающей машины Шяуляйского торфопредприятия Управления торфяной промышленности при Совете Министров Литовской ССР.
Указом Президиума Верховного Совета СССР от 20 апреля 1971 года присвоено звание Героя Социалистического Труда с вручением ордена Ленина и золотой медали «Серп и Молот».
Умер в 1981 году в Шяуляе.

## Награды и звания
- Герой Социалистического Труда (20.04.1971)
- Орден Ленина (20.04.1971)